# Matei Chihaia
Matei Chihaia (* 12. Februar 1973 in Bukarest) ist ein deutscher Romanist.

## Leben
Er studierte Komparatistik, Romanistik und Philosophie an der Ludwig-Maximilians-Universität München und an der University of Oxford (Master of Studies in European Literature). Nach der Promotion in München und der Habilitation an der Universität zu Köln lehrt er seit 2010 als Professor für Französische und Spanische Literaturwissenschaft an der Bergischen Universität Wuppertal.

## Schriften (Auswahl)
- Institution und Transgression. Inszenierte Opfer in Tragödien Corneilles und Racines. Tübingen 2002, ISBN 3-8233-5611-9.
- Fiction et vérité de « Nathalie ». In: Timo Obergöker / Isabelle Enderlein (Hrsg.): La chanson française depuis 1945. Intertextualité et intermédialité., Martin Meidenbauer, München 2008, ISBN 978-3-89975-135-2.
- Der Golem-Effekt. Orientierung und phantastische Immersion im Zeitalter des Kinos. Bielefeld 2011, ISBN 978-3-8376-1714-6.